# Lady Love (álbum de LeToya)
Lady Love é o segundo álbum de estúdio da cantora de R&B LeToya Luckett originalmente programado para lançamento várias vezes em 2008. Após a reestruturação corporativa da Capitol Records o álbum foi lançado em 25 de agosto de 2009 nos Estados Unidos.
Luckett trabalhou com uma grande variedade de colaboradores para o álbum, incluindo:  Ne-Yo, Chris Brown, Bryan-Michael Cox, Ludacris, Estelle, Mims, Bun B, Killa Kyleon e Slim Thug. Lady Love estreou e logo atingiu o número #12 na Billboard 200 e #1 na Billboard R&B/Hip-Hop Albums.

## Antecedentes
Lady Love originalmente começou em 2007, com um lançamento agendado várias vezes em 2008. No entanto, devido à fusão da Capitol Records e Virgin Records, o financiamento para muitos artistas foi congelado até a conclusão da fusão, afetando não apenas a liberação de Lady Love, mas também o lançamento de "Obvious", o terceiro single do álbum de estréia auto-intitulado de Luckett. No início de 2009, a data de lançamento para Lady Love foi anunciada para 19 de maio de 2009, logo depois definida finalmente para 24 de agosto de 2009.

### Singles
- 2009: "Not Anymore"
- 2009: "She Ain't Got..."
- 2009: "Regret" (com Ludacris)
- 2010: "Good To Me"

## Performance Comercial
Nos Estados Unidos, Lady Love abriu as vendas da primeira semana com 32.900 cópias, estreando no #4 da Billboard Top R&B/Hip-Hop Albums. O álbum não conseguiu igualar ou melhorar as vendas e desempenho no gráfico de seu antecessor e não apresentou gráficos fora dos Estados Unidos.

## Faixas
| N.º | Título                                   | Compositor(es)                                                                    | Produtor (s)                              | Duração |  |
| 1.  | "Lady Love"                              | R. Feemster, L. Luckett, K. Shelton                                               | Ron "Neff-U" Feemster                     | 3:38    |  |
| 2.  | "She Ain't Got..."                       | C. Bold, C. Brown, L. Luckett, A. Merritt                                         | Cory Bold                                 | 3:40    |  |
| 3.  | "Not Anymore"                            | B. Green, S. Smith                                                                | Bei Maejor                                | 3:53    |  |
| 4.  | "Lazy"                                   | K. Coby, C. Johnson                                                               | Kenneth "Soundz" Coby                     | 4:11    |  |
| 5.  | "Good to Me"                             | D. Babbs, J. Franklin, R. Newt, K. Stephens, J. Valentine                         | Tank, Jerry "Texx" Franklin               | 3:53    |  |
| 6.  | "Over"                                   | D. Babbs, J. Bereal, A. Dixon, J. Franklin, R. Newt, K. Stephens                  | Tank                                      | 3:48    |  |
| 7.  | "Regret" (com Ludacris)                  | D. Babbs, C. Bridges, J. Franklin, L. Luckett, R. Newt, K. Stephens, J. Valentine | Tank, Jerry "Texx" Franklin               | 4:05    |  |
| 8.  | "I Need a U"                             | H. Lilly, L. Luckett, E. Williams                                                 | Elvis "Blac Elvis" Williams, Harold Lilly | 4:15    |  |
| 9.  | "Take Away Love" (featuring Estelle)     | R. Leslie, E. Swaray                                                              | Ryan Leslie                               | 4:16    |  |
| 10. | "After Party"                            | W. Felder, F. Storm                                                               | Warren "Oak" Felder                       | 3:25    |  |
| 11. | "Drained"                                | C. Brown, L. Luckett, A. Merritt, T. Williams                                     | T-Minus                                   | 3:21    |  |
| 12. | "Tears"                                  | W. Felder, F. Storm                                                               | Warren "Oak" Felder                       | 4:03    |  |
| 13. | "Matter"                                 | M. Ambrosius, W. Felder                                                           | Warren "Oak" Felder                       | 4:10    |  |
| 14. | "Love Rollercoaster" (com Mims (rapper)) | E. Clark, C. Llewellyn, E. Mendelson, Mims                                        | Da Internz                                | 3:55    |  |
| 15. | "Don't Need U"                           | L. Luckett, T. Thomas, D. Young                                                   | Terry "MaddScientist" Thomas              | 4:19    |  |

## Desempenho
| Desempenho (2009)                               | Melhor posição |
| ----------------------------------------------- | -------------- |
| Estados Unidos Billboard 200                    | 12             |
| Estados Unidos Billboard Top R&B/Hip-Hop Albums | 1              |
| Japão                                           | 57             |

## Histórico
| Region         | Date            | Format               | Label           |
| -------------- | --------------- | -------------------- | --------------- |
| Reino Unido    | August 24, 2009 | CD, digital download | Capitol Records |
| Estados Unidos | August 25, 2009 | CD, digital download | Capitol Records |